# Associazione filatelico-postale
Le associazioni filatelico-postali rappresentano le varie organizzazioni che ruotano attorno al modo della posta e della filatelia.
Dal punto di vista della copertura territoriale, si possono suddividere in tre grandi gruppi: internazionali che hanno una funzione di coordinamento e di indirizzo che supera i confini nazionali, nazionali che operano coprendo l'intero territorio di una nazione, locali che operano a livello regionale o cittadino.
Per quanto riguarda le associazioni dei collezionisti, in Italia, oltre ai vari gruppi nazionali e locali, opera la Federazione tra le Società Filateliche Italiane (FSFI) che raccoglie sotto il proprio ombrello tutte le associazioni nazionali e locali dei collezionisti filatelico-postali.
Oltre alle associazioni dei collezionisti, in Italia opera anche l'Unione Stampa Filatelica Italiana (USFI), organizzazione che riunisce a livello nazionale i giornalisti e gli scrittori italiani specializzati nel settore.
In ambito internazionale agiscono, tra le altre, la Federation International de Philatelie (FIP) che raccoglie le varie federazioni filateliche nazionali dei collezionisti, e la Association Internationale des Journalistes Philatéliques (AIJP) che riunisce le varie organizzazioni nazionali dei giornalisti e scrittori specializzati nel settore.